# Гафки, Георг
Георг Гафки (нем. Georg Gaffky; 17 февраля 1850[…], Ганновер — 23 сентября 1918[…], Ганновер) — немецкий микробиолог и эпидемиолог, ученик и сотрудник Роберта Коха.

## Биография
Родился 17 февраля 1850 года в Ганновере в семье судового агента Георга Фридриха Вильгельма Гафки и его жены Эммы. После окончания гимназии в Ганновере Георг изучал медицину в Берлинском университете Гумбольдта, получил квалификацию врача в 1873 году, хотя на год прерывал занятия, приняв участие в французско-прусской войне 1870 года.
Медицинские исследования проводил сначала в медико-хирургической академии имени Фридриха Вильгельма, защитил диссертацию на соискание степени доктора медицины о связи хронического отравления свинцом и поражение почек в 1875 году, одновременно работал ассистентом в клинике Шарите. После этого служил военным хирургом. В 1880 году вместе с Фридрихом Леффлером под руководством Роберта Коха Георг принял участие в создании Имперского военного медицинского ведомства в Берлине. В 1881 году он получил положительные результаты в воспроизведении сепсиса у животных. Полемизируя с Карлом фон Негели, который считал, что патогенные бактерии могут в конечном итоге возникать вследствие изменчивости ранее безвредных форм бактерий, Гафки утверждал, что эти патогенные бактерии являются вполне специфическими и получены только из тех форм, которыми являются они сами.
В 1883-84 годах Георг Гафки принял участие в экспедиции в Египет и Индию для изучения эпидемии холеры. Экспедиция прошла успешно, были получены ценные научные результаты. Ему было поручено сделать документальный отчёт об экспедиции, что он успешно сделал. Именно тогда Роберт Кох окончательно определил возбудителя холеры, который в 1854 году открыл Филиппо Пачини, и описал пути его передачи.
В 1885 году Роберт Кох принял кафедру гигиены в университете Берлина и Гафки стал его преемником на посту директора Имперского военного медицинского ведомства. В 1888 году Гафки назначили профессором гигиены в Университете Людвига и он взялся строить новый Гигиенический институт. В то время, как он был в Гиссене, в 1892 году холера вспыхнула в Гамбурге и Гафки прервал свою работу там для борьбы с эпидемией.
Немецкая имперская комиссия по инфекционным болезням отправила его в 1897 году сначала руководителем правительственной комиссии по изучению чумы в Индии, в мае к комиссии присоединился Кох, который и возглавил её. В дальнейшем под руководством Коха комиссия решила много вопросов эпидемиологии, эндемичности чумы. Гафки подтвердил бактериологическую роль в возникновении чумы тех возбудителей, которых ранее нашли Александр Жан Эмиль Эрсен и Китасато Сибасабуро.
В 1904 году по совету Коха Гафки заменил его на посту директора Института инфекционных болезней (с 1912 года — Институт имени Роберта Коха) в Берлине. Гафки проявил себя способным администратором и под его руководством институт был расширен за счёт разделения на отделы тропических болезней, бешенства и протозоологии. Георг Гафки также был соредактором журнала гигиены и инфекционных болезней (нем. Zeitschrift für Hygiene und Infektionskrankheiten).
В 1913 году Гафки ушёл в почетную отставку, поселился в своем родном Ганновере. Но с началом Первой мировой войны был призван властями советником по гигиене и общественному здоровью. Георг Гафки умер незадолго до того, как война закончилась, 23 сентября 1918 года.

## Научные достижения
В 1884 году Георг Гафки впервые в мире выделил в чистой культуре возбудителя брюшного тифа в 24 из 26 больных это заболевание, тем самым подтвердив находку возбудителя у умерших от болезни, которую сделал Карл Йозеф Эберт. Гафки смог выделить этого возбудителя на твёрдой питательной среде — на желатине, на поверхности варёного картофеля, в затвердевшей сыворотке крови овец, так и в бульоне. Некоторое время возбудителя называли «палочкой Эберта-Гафки».
Георг Гафки также проводил глубокие исследования возбудителя ботулизма, сапа, дифтерии, вместе с Леффлером доказал эффективность паровой дезинфекции. В 1884 году предложил классификацию лёгочного туберкулёза, известную как шкала Гафки.
В его честь был назван род бактерий Gaffkya, виды которого на сегодня включают в род Aerococcus, вид бактерий, выделенных от омаров — Gaffkya homari, род бактерий Gaffkya tetragena, который включен в семейство Micrococcaceae.